# 2009年度兒歌金曲頒獎典禮得獎名單
《動畫金曲音樂會》之「2009十大兒歌金曲頒獎典禮」，於2009年8月15日在荃新天地舉行，得獎歌曲將於在《動畫金曲音樂會》表演。
兒童節大使：古巨基、陳偉霆、阮小儀、陳茵媺

## 十大兒歌金曲
1. 《夢》 - 廖碧兒
2. 《奇幻旅程》 - 王祖藍
3. 《數碼超能量》 - 周柏豪
4. 《超人梅比斯》 - 陳偉霆
5. 《轟烈勇士》 - 狄易達
6. 《孤星淚》 - 徐子珊
7. 《守護甜心》 - 王君馨
8. 《天道》 - 鄭融
9. 《有我亦有你》 - 商天娥
10. 《時光之光》 - Hotcha、葉文輝

## 最有教育意義兒歌大獎
- 《弟子規》 - 薛家燕、歐陽靖、家燕媽媽藝術中心合唱團

## 兒歌金曲金獎
- 《夢》 - 廖碧兒